# NGC 7436
NGC 7436 (другие обозначения — PGC 70124, NGC 7436A, VV 84, UGC 12269, KAZ 316, MCG 4-54-6, NPM1G +25.0526, ZWG 475.8) — галактика в созвездии Пегас.
Этот объект занесён в новый общий каталог несколько раз, с обозначениями NGC 7436, NGC 7436A.
Этот объект входит в число перечисленных в оригинальной редакции «Нового общего каталога».